# 张守让
張守讓，廣東南海（今广东佛山市南海县）人，明朝政治人物。

## 生平
隆慶四年（1570年）庚午科廣東鄉試中舉，萬曆二十一年，擔任福建永安县知县一职，在任期間新修橋樑水利。后升任南京大理寺评事。